# Joan Barbucal
Joan Barbucal, en llatí Joannes Barbucallus, en grec antic Ἰωάννης Βαρβουκάλλος, fou un poeta hispanoromà autor d'onze epigrames que estan inclosos a l'Antologia grega. A partir d'evidències internes, Jacobs el situa a l'any 551. El seu nom derivaria d'una ciutat d'Hispània a la vora de l'Ebre esmentada per Polibi, Esteve de Bizanci i Titus Livi que es va dir Arbucale (Ἀρβουκάλη) i actualment és Albucella.